# Friedrich Adler (designer)
Friedrich Adler (Laupheim, 29 aprile 1878 – Auschwitz, 11 luglio 1942) è stato un designer e artista tedesco.

## Biografia
Adler nacque a Laupheim; il suo luogo di nascita è ora il Café Hermes, un edificio in stile Art Nouveau in stile tardo rinascimentale italiano.
Dal 1894 al 1897, studiò con Hermann Obrist e Wilhelm von Debschitz, dal 1904 al 1907 insegnò presso la School for Applied Art di Monaco. Dal 1907 al 1933, ha insegnato alla Scuola per l'arte applicata ad Amburgo. Nel frattempo, ha anche diretto le lezioni di perfezionamento a Norimberga, ed era impegnato a disegnare pezzi nell'arte applicata per oltre cinquanta clienti.
L'11 luglio 1942 Adler, che era ebreo, fu deportato nel campo di sterminio di Auschwitz, dove fu considerato troppo vecchio per lavorare e successivamente ucciso. C'è una pietra d'inciampo nel suo ultimo posto di lavoro ad Amburgo.